# Manuel Maffei Rosal
Manuel Maffei Rosal (Madrid, s. XIX) va ser un arquitecte espanyol.
Natural de Madrid, va ser alumne de l'Escola Especial d'Arquitectura de Madrid, admès en el curs de 1848. Es conserven diversos croquis i plànols d'un model de correccional presentat el 1853 per a la prova de l'examen final per a obtenir el títol a la Reial Acadèmia de Belles Arts de Sant Ferran, del qual tanmateix es desconeix si es va arribar a materialitzar. El 1853 va ser nomenat professor agregat com a ajudant de l'Escola de Mestres d'Obres, càrrec del qual va ser destituït el setembre de 1854, efectiu a partir de 1855, hom apunta que a causa d'una saturació de plantilla.
Va ser membre de la Societat General d'Arquitectes.